# S.T.A.L.K.E.R.: Тень Чернобыля
«S.T.Á.L.K.E.R.: Тень Черно́быля» (бывш. S.T.A.L.K.E.R.: Oblivion Lost), официально названная в СНГ как S.T.A.L.K.E.R., — компьютерная игра в жанре шутера от первого лица с элементами RPG и survival horror, разработанная и выпущенная украинской компанией GSC Game World для Microsoft Windows в 2007 году. За пределами СНГ издателем выступила американская компания THQ. Действие игры происходит на территории Украины в зоне отчуждения Чернобыльской АЭС. Игра заимствует ряд терминов и образов из повести братьев Стругацких «Пикник на обочине» и основанного на ней фильма Андрея Тарковского «Сталкер»; многие уровни игры были созданы на основе фотографий и документальных съёмок, сделанных на реальной Чернобыльской АЭС и в окрестностях. В соответствии с сюжетом игры, в результате новой катастрофы вокруг электростанции появились опасные «аномалии» и мутанты, а также чудесные «артефакты». В Зоне действуют «сталкеры» — авантюристы, наёмники и охотники за артефактами, как одиночки, так и целые вооружённые группировки; главный герой игры Меченый — один из таких сталкеров, потерявший память и пытающийся на пути вглубь Зоны выяснить, что с ним произошло.
«Тень Чернобыля» создавалась как игра с открытым миром; разработчики намеревались поместить игрока в живущую собственной жизнью экосистему, в которой игровые ситуации возникали бы в результате случайного взаимодействия разных составляющих. Игра была выпущена после длительного и затруднённого периода разработки; многие амбициозные, но трудновыполнимые замыслы были со временем отброшены. Будучи шутером от первого лица, игра также включает в себя элементы, более характерные для компьютерных ролевых игр, в том числе общение с неигровыми персонажами, а также для жанра survival horror, нередко пытаясь внушить игроку чувство страха и тревоги.
Игра получила высокие оценки критиков: обозреватели особо отмечали проработанный мир игры и увлекательный геймплей, хотя и указывали на большое количество технических проблем и сетовали на невыполненные обещания разработчиков. «Тень Чернобыля» также оказалась коммерчески успешной — по всему миру было продано свыше двух миллионов копий игры. В 2008 году GSC Game World выпустила в серии игр S.T.A.L.K.E.R. игру-приквел «S.T.A.L.K.E.R.: Чистое небо», в 2009 — сиквел «S.T.A.L.K.E.R.: Зов Припяти», в 2024 году — S.T.A.L.K.E.R. 2. В странах постсоветского пространства игра и её продолжения приобрели культовый статус с появлением сплочённых групп поклонников: было создано большое количество книг, объединённых общим вымышленным миром игры, и пользовательских модификаций; проводились разного рода фестивальные мероприятия и ролевые игры. Популярность «Тени Чернобыля» также подстегнула интерес к реальной Чернобыльской АЭС и индустриальному туризму.

## Игровой процесс
S.T.A.L.K.E.R. представляет собой шутер от первого лица с открытым миром; его геймплей также включает в себя элементы, характерные для игр других жанров — компьютерных ролевых игр, стелсов и survival horror. Игровой процесс постоянно меняется в зависимости от текущей ситуации, и игрок может выполнить одну и ту же задачу разными способами. Мир игры разделён на несколько локаций, для перехода между которыми требуется загрузка. Прохождение игры связано с выполнением последовательности сюжетных заданий, проводящих игрока через основные локации в мире игры — от Кордона до ЧАЭС; часть этих заданий проходит в открытом мире, а часть — в помещениях и подземельях. Выполнение некоторых заданий позволяет открыть новые, ранее недоступные локации.
Игрок выживает в Зоне, следя за такими показателями, как уровень физического и душевного здоровья, выносливости, радиации и голода, игнорирование которых приведёт к истощению и смерти. Игрок может собирать и хранить в инвентаре различные предметы, но есть ограничение на переносимый вес в 60 кг. Среди предметов есть медикаменты, еда, оружие, патроны, гранаты, броня и так далее, все предметы имеют вес, некоторые предметы необходимы для выполнения различных заданий. Броня и оружие постепенно изнашиваются. Игрок имеет деньги. У игрока также есть КПК, в котором хранится самая разнообразная информация: карты Зоны, личный дневник, контакты ближайших сталкеров, статистика и внутриигровая энциклопедия.
Оружие в игре подразделяется на несколько типов: ближнего боя (нож), пистолеты, пистолет-пулемёт (только Гадюка-5) дробовики, штурмовые винтовки, снайперские винтовки и гранатомёты. Всё оружие имеет свои характеристики, основными из которых являются точность — насколько пуля точно летит в цель, скорострельность — чем выше, тем меньше промежуток между двумя выстрелами, повреждение — наносимый урон, удобность — чувствительно мыши когда оружие в руках, отдача — увод ствола вверх при стрельбе и ёмкость магазина. К большинству видов оружия имеется несколько типов боеприпасов, в основном подразделяющихся на обычные и бронебойные. Некоторые виды оружия имеют переключаемые режимы введения огня: одиночный, автоматический или фиксированными очередями. Со временем состояние оружия ухудшается, из-за чего его точность снижается и оно начинает клинить, что требует перезарядку. Также имеются гранаты и дополнительное оборудование к некоторому оружию: глушители, прицелы и подствольные гранатомёты. 
Броня в игре имеет несколько защитных характеристик, среди которых пулестойкость, разрыв, защита от различных аномальных воздействий и явлений внешнего мира. Также костюмы влияют на расход выносливости вплоть до невозможности бега, некоторые имеют ПНВ. При каждом поглощении урона состояние костюма портится, что ведёт к уменьшению его защитных характеристик.  
Из живых созданий в Зоне можно встретить сталкеров и мутантов. Сталкеры имеют 3 уровня отношений с игроком: враждебность, нейтралитет и дружественность. Когда как враждебные сталкеры тут же открывают огонь по главному герою, то остальные не будут и с ними можно будет говорить и торговать. При этом нейтральные откажутся говорить с протагонистом, если у него в руках оружие. Сталкеры имеют имя и состоят в разных группировок, у которых разное отношение как к герою, так и друг к другу. В игре действует симуляция жизни A-Life, благодаря которой сталкеры самостоятельно путешествуют по Зоне и останавливаются у костров, где рассказывают анекдоты и играют на гитаре. Тела убитых сталкеров можно обыскивать и таскать. 
В Зоне можно найти тайники, хранящие различные предметы. При этом необходимо знать координаты тайника, которые можно получить из тела убитого или за выполненное задание, иначе он будет пуст. 
Мутанты представляют собой как мутировавших животных, так и результаты экспериментов над людьми. Имеется более десятка разновидностей мутантов, обладающих разными способностями и поведением. Они могут нападать как на игрока, других сталкеров, так и на друг друга и также подчиняются симуляции жизни — охотятся, спят, едят трупы и так далее. С убитых монстров иногда можно отрезать их часть тела, которую можно будет либо продать, либо сдать по заданию. 
По Зоне встречаются аномалии — опасные образования, травмирующие или убивающие при контакте. Они делятся на гравитационные, электрические, огненные и химические. При приближении к аномалии начинает пищать детектор, также границы аномалии можно «прощупать», кидая болты. Рядом с аномалиями иногда можно встретить артефакты — ценные аномальные образования, которые можно либо продать за хорошие деньги, либо повесить на пояс, что может дать как положительные, так и отрицательные эффекты (редкие артефакты не имеют отрицательных свойств). Всего на пояс можно повесить не более 5 артефактов.    
В крупных лагерях сталкеров можно найти торговцев, у которых есть крупный ассортимент товаров. Также есть персонажи, выдающие повторяющиеся задания (примеры: уничтожить логово мутантов, убить сталкера, найти артефакт), за выполнение которых можно получить денежное вознаграждение. После взятия такого задания, от него можно будет отказаться.    

### Многопользовательский режим
Многопользовательский режим доступен через локальную сеть (англ. LAN) и Интернет. Поддерживается до 32 игроков. В наличии три игровых режима: «Все против всех» (англ. Free for all), «Команда против команды» (англ. Team play) и «Охота за артефактом» (англ. Artifact hunt). В игре также используется система рангов. В мультиплеере соперничают две команды — группировка «Свобода» и Наёмники.

## Сюжет

### Предыстория и мир
Действие происходит в альтернативной реальности, где 12 апреля 2006 года в 14:33 на территории Чернобыльской атомной электростанции произошёл второй по счёту взрыв, по неизвестной причине. Случившийся взрыв стал причиной появления так называемой «Зоны», места, внутри которого появляются разнообразные аномальные явления (аномалии). Причины «второго взрыва» (первый произошёл в 1986 г.) на ЧАЭС были неизвестны. Желая расследовать эту ситуацию, правительство Украины посылает в Зону военные силы. Однако военная операция заканчивается их гибелью. В итоге территория Зоны была полностью ограждена, а на главных точках подхода были построены блокпосты. Таким образом Зона стала крайне охраняемым объектом.
Спустя некоторое время с территории Зоны начинает приходить информация о мутировавших животных, а также о продуктах аномалий — так называемых артефактах, предметах, которые приобрели уникальные свойства. Желая заработать, некоторые смельчаки начали проникать на территорию Зоны с целью добычи артефактов. Таких людей прозвали «сталкерами». Со временем сталкерство приняло куда больший размах, но исследованными являются только окраины Зоны — попытки проникнуть к её центру заканчиваются неудачей. В данный момент в Зоне живут дикие мутировавшие животные и существа, а также люди (сталкеры, бандиты, военные).
Игровое пространство в игре разделено на несколько локаций, между которыми игрок может свободно перемещаться, однако не все уровни доступны с самого начала игры. Некоторые локации базируются на реально существующих местах, например Припять, Рыжий лес и Чернобыльская АЭС. В то время как реальная зона отчуждения вокруг ЧАЭС расположена в равнинном Полесье, в игровой Зоне много холмов с туннелями для поездов: с помощью непреодолимых «гор» разработчики ограничили площадь виртуального мира.

#### Пролог
События игры начинаются 1 мая 2012 года. Во время ночной грозы из-за попадания молнии на окраине Зоны разбивается грузовик, перевозящий тела мёртвых людей. Утром случайный сталкер обнаруживает обломки грузовика и в ходе их обследования находит единственного выжившего — главного героя. Желая помочь и получить награду, сталкер относит его местному торговцу Си́доровичу. Тот обнаруживает у главного героя татуировку «S.T.A.L.K.E.R.» и КПК с единственной записью: «Убить Стрелка».

### Действие игры
Очнувшись в бункере торговца на Кордоне, главный герой не помнит своего имени и прошлого, поэтому Сидорович нарекает его Ме́ченым из-за странной татуировки на руке. Выясняется, что главного героя перевозил один из «грузовиков смерти» — это прозванные сталкерами грузовые автомобили, периодически появляющиеся, предположительно, из центра Зоны, и, кроме Меченого, в них ещё никого не находили живым.
Торговец сообщает главному герою, что ему придётся отработать своё спасение. Меченому нужно найти сталкера по кличке Шустрый. Он нёс Си́доровичу флешку с важной информацией и пропал где-то в районе железнодорожного моста. Поговорив с Волком, командиром местного лагеря новичков, Меченый узнаёт, что Шустрый находится в плену у бандитов на АТП. Перебив всех бандитов и освободив Шустрого из плена, главный герой забирает у него флешку и возвращается к Сидоровичу. В награду торговец делится информацией о Стрелке: «В общем, по Стрелку узнал кое-что. Есть такой сталкер. Говорят, дорогу на север Зоны нашёл».
Сидорович предлагает помощь в поисках Стрелка, а взамен Меченый выкрадет документы, явно связанные с центром Зоны, которые военные нашли в здании бывшего комплекса НИИ «Агропром». Сидоровичу и другим торговцам проход в центр Зоны нужен для того, чтобы найти легендарный «Клондайк артефактов». Проникнуть в центр Зоны невозможно, так как проход туда наглухо перекрывает «Выжигатель мозгов». Меченый соглашается и пересекает железнодорожную насыпь, которую охраняют военные. После этого Сидорович связывается с ним по рации и говорит, что сталкер по кличке Лис, который вернулся из глубокого рейда, ранен, и возможно, знает информацию о Стрелке.
При встрече Лис отсылает Меченого к своему брату Серому, который находится в ангаре на Свалке. После того как Меченый помогает сталкерам отбиться от бандитов, информация от Серого приводит сталкера к бывшему диггеру по кличке Крот, который раскопал тайник группы Стрелка. Крота, находящегося на заводе «Агропром», главный герой спасает от военных, и тот указывает месторасположение тайника — подземелье «Агропрома». Меченый, попутно отбиваясь от военных и мутантов, находит тайник, в котором была флешка, использовавшаяся группой Стрелка как средство для переписки. Оттуда Меченый узнаёт: в группу Стрелка, кроме него самого, входили Призрак и Клык. Также есть информация о некоем общем друге, оказывавшем значительную помощь группе. Согласно сообщению Призрака, Клык погиб, а Стрелок один пошёл к центру Зоны. Выбравшись из подземелья, Меченый оказывается прямо на базе военных, где крадёт документы по заданию Сидоровича.
Узнав об этом, Сидорович советует сразу нести их Бармену, который заправляет делами в сталкерском баре «100 рентген», находящемся на территории бывшего завода «Росток». Тот сообщает, что в документах упоминается некая лаборатория под индексом X18, по описанию похожая на подземные помещения Тёмной долины, где находится недостающая часть документов. Для открытия дверей лаборатории нужны два электронных ключа. Первый Меченому даёт сам Бармен, второй находится у главаря бандитов — Борова, в Тёмной долине. Проникнув на базу бандитов, сталкер убивает Борова и забирает у него второй ключ. Далее он пробирается в лабораторию и находит документы.
Сидорович сообщает, что базу бандитов атаковали военные и перекрыли переходы на Свалку, но есть старая дорога на Кордон. Меченый выбирается по ней и относит документы Бармену. Получив и изучив документы, Бармен даёт наводку на недостающую часть документов, находящихся в лаборатории X16 у озера и завода Янтарь. Меченый проходит на «дикую территорию», где видит, как наёмники сбивают вертолёт учёных-экологов. Спасая профессора Круглова от наёмников, сталкер с его помощью выходит на мобильную лабораторию экологов. Их начальник — профессор Сахаров, знает месторасположение лаборатории и способ защиты от пси-излучения. Для последнего ему нужны замеры излучения. Меченый проводит профессора Круглова (или профессора Семёнова, если Круглов погиб на «дикой территории») к месту замеров, отбиваясь от мутантов и зомби. По окончании замеров неожиданно происходит «выброс» — резкий всплеск радиоактивной, аномальной и псионической активности. Оба героя выживают и возвращаются в лабораторию.
Получив пси-шлем, способный защитить сталкера от пси-излучения, Меченый отправляется на поиски погибшего Васильева, у тела которого находит КПК с координатами лаборатории. Проникнув туда, герой отключает установку, генерирующую пси-излучение и находит труп Призрака. В КПК последнего есть запись, согласно которой Доктор — общий друг группы — знает, где искать Стрелка. А где Доктор — знает Проводник, который частенько бывает на Кордоне. Также у Призрака обнаруживаются какие-то документы. Меченый выбирается из лаборатории и относит эти документы Бармену. В документах говорится, что Выжигатель мозгов рукотворен и его можно отключить. Бармен даёт сталкеру задание: проникнуть в лабораторию X10 и отключить Выжигатель.
Меченый находит Проводника на Кордоне, тот сообщает, что Доктор находится в тайнике группы Стрелка. Меченый узнаёт от Доктора, что он сам и есть Стрелок, а легендарный «Исполнитель желаний» — лишь голограмма. Никто из добравшихся до него не возвращался — видимо, они там и погибали. Доктор рассказывает про тайник в Припяти, в котором находится декодер, способный открыть таинственную дверь в саркофаге ЧАЭС.
Меченый отправляется на Армейские склады, где защищает Барьер от бойцов группировки «Монолит». Затем он проникает в лабораторию и отключает Выжигатель мозгов. Весть об отключении Выжигателя мгновенно распространилась по Зоне. После этого Меченый отправляется в Припять, где вместе с отрядом сталкеров-ветеранов, решивших пробиться в центр Зоны, пробивается к центру города. Если он узнал у Доктора о своём прошлом, то находит тайник в номере 26 гостиницы — свою собственную записку и декодер, способный открыть секретную дверь в саркофаге ЧАЭС.
Попав на территорию самой ЧАЭС, Меченый сталкивается одновременно с военными, ведущими штурм станции, и с отрядами «Монолита». Военные по рации объявляют о приближающемся «выбросе». Меченый успевает пробраться в саркофаг до начала выброса. Внутри саркофага его призывает к себе «Исполнитель желаний». Продвижению Меченого пытаются препятствовать бойцы «Монолита».

### Концовки игры
Перед игроком встаёт выбор: отправиться по зову к Исполнителю желаний или искать секретную дверь, ведущую к тайнам Зоны. Если игрок избрал первый путь, Меченый находит Исполнитель и загадывает желание, далее идут ложные концовки, в ходе которых герой погибает.

#### Концовки с участием Исполнителя желаний
Достижение той или иной концовки определяется выбором и выполнением (либо невыполнением) различных заданий, а также некоторыми показателями игрока (количество денег, рейтинг, репутация).
- «Власть» — Меченый хочет иметь власть над всем, и его душа уходит в Монолит.
- «Богатство» — с крыши сыпятся гайки (Меченый, обманутый Монолитом, принимает их за монеты), а затем рушится крыша (сталкер этого уже не видит). В результате герой остаётся под завалом обломков.
- «Апокалипсис» — Меченый загадывает, чтобы человечество исчезло, так как само этого заслужило. Окружающий мир исчезает в темноте после серии галлюцинаций.
- «Исчезновение Зоны» — Меченый загадывает, чтобы Зона исчезла. Сталкеру показывают цветущий окружающий мир, но это иллюзия, а герой на самом деле слепнет.
- «Бессмертие» — Меченый медленно превращается в статую.

#### Концовки с участием «О-Сознания»
Если игрок выполнил условия концовок с участием «О-Сознания», он попадает к запертой двери, которую открывает при помощи декодера. За ней находится охраняемая монолитовцами установка управления Исполнителем желаний, уничтожив которую Стрелок вызвал сбой в системе. Сбой вынудил появиться голографическому представителю «О-Сознания» — ответившему на вопросы сталкера.
«О-Сознание» — группа учёных, поставивших цель соединиться с ноосферой и попытаться управлять ей. Эта попытка не удалась, произошёл пробой, и энергия ноосферы прорвалась на Землю, в связи с чем образовалась Зона. Для обеспечения своей безопасности «О-Сознание» использовало пси-установки и бойцов «Монолита». Всякий, кто пытается пройти к центру Зоны, попадает под их влияние, а затем проходит кодировку по программе «S.T.A.L.K.E.R.» на выполнение определённых задач или пополняет ряды монолитовцев. Некоторых закодированных вывозят на так называемых «грузовиках смерти» к границам Зоны. После одного из походов к центру Зоны Стрелок стал опасен для «О-Сознания» и все агенты получили задание на его убийство. Из-за неясной ошибки в программе по кодированию Стрелок сам оказался среди таких агентов. Игроку предоставляет выбор: присоединиться к проекту, либо отказаться от вступления и уничтожить «О-Сознание».
- Присоединение к группе «О-Сознание» — Стрелок ложится в капсулу, к его телу прикрепляются датчики. Капсула закрывается. Далее идёт сцена с Доктором, который, стоя на болотах, рассуждает о возможной судьбе Стрелка. Рассудив, что Стрелок «из любой передряги выберется», Доктор вместе со своим псом уходят.

- Уничтожение «О-Сознания» — Стрелок начинает движение по надземным коммуникациям и блокам станции через систему телепортов к конечной цели. После выброса на поверхности земли сохраняется смертельный радиационный фон. Продвижению мешают отряды «Монолита» и колебания земли. По достижении цели наступает истинная концовка, поддержанная разработчиками в продолжении игры. Стрелок попадает в помещение с капсулами, в которых покоятся тела участников проекта «О-Сознание», и расстреливает их. Сцена сменяется, сквозь густые тучи пробивается солнечный свет, небо становится ясным. Показывают мир, полный зелени, слышится пение птиц. Стрелок осматривается, после чего ложится на землю в траву, одновременно рассуждая о правильности своего поступка:

Я не знаю, правильно я поступил или нет. Наверное, никогда не узнаю. Но я сделал выбор. Надеюсь, он был верным.
Он поворачивается набок и видит взлетающую стрекозу, которая замирает на мгновение и улетает.

## Сюжетные параллели и источники вдохновения
Идеи игрового мира «S.T.A.L.K.E.R.: Тень Чернобыля» в первую очередь базируются на повести братьев Стругацких «Пикник на обочине», снятого по её мотивам фильма режиссёра Андрея Тарковского «Сталкер», а также непосредственно на реальной зоне отчуждения Чернобыльской АЭС.
Из «Пикника на обочине» братьев Стругацких были взяты концепция Зоны — территории, в которой происходят странные явления, нарушающие известные законы физики, а также концепция артефактов, некоторые из которых весьма полезны — например, могут ускорять заживление ран, а некоторые — имеют негативное воздействие. Концепция Монолита (Исполнителя желаний) — устройства, якобы выполняющего желания, также взята из повести «Пикник на обочине» и основывается на присутствующем в ней «Золотом шаре» — инопланетном артефакте, находящимся в Хармонтской Зоне Посещения, который, согласно верованиям сталкеров, способен исполнять любое желание.
Концепция Зоны, с присутствующей на её территории мутантами, радиацией и выбросами аномальной энергии, перекликается с другим рассказом братьев Стругацких под названием «Забытый эксперимент».

## Разработка

### Концепция
Идеи игрового мира «S.T.A.L.K.E.R.: Тень Чернобыля» базируются на повести братьев Стругацких «Пикник на обочине», снятого по её мотивам фильма режиссёра Андрея Тарковского «Сталкер», а также на реальной зоне отчуждения Чернобыльской АЭС. Разработчики рассматривали идею создания игры на основе зоны отчуждения ещё задолго до начала разработки S.T.A.L.K.E.R. Однако мысль о создании продукта, основанного на смешении «Пикника на обочине», сталкерства и зоны отчуждения возникла накануне второго официального анонса игры в марте 2002 года. Новая концепция предполагала поиск артефактов в зоне отчуждения в Крыму, на мысе Казантип. Центром Зоны должна была стать недостроенная Крымская АЭС возле городка Щёлкино.
Изначально концепция данного проекта, имевшего тогда рабочее название Oblivion Lost, никак не относилась к Чернобылю. Как подтверждают сами разработчики, его сюжет был схож с сюжетом фильма «Звёздные врата». Действие игры должно было происходить в будущем — во время галактических империй, с тысячами населённых планет и разумных рас. По сюжету, путешествие между планетами осуществляется с помощью порталов — недавнего научного открытия. Игрок и его группа являются частью авангарда и играют роль первопроходцев — первыми встречаются с новыми, неизвестными до этого и, возможно, представляющими опасность мирами. В игре должны были присутствовать постройки ацтеков. Данная идея успела перейти на стадию разработки — сотрудники компании создали рабочую версию «первой» Oblivion Lost.
Однако концепция игры, схожая со «Звёздными вратами», показалась разработчикам вторичной. В рамках создания такой игры требовалась проработка множества виртуальных миров, что небольшой фирме было не по силам. Команда поняла, что создание «ультрареалистичного» игрового мира будет для неё более подходящей задачей, нежели создание фантастического. Кроме того, разработчики хотели найти уникальную для игровой индустрии идею, чтобы встать в один ряд с лучшими разработчиками уже после своего первого большого проекта, и понимали, что их текущая идея, повторяющая уже созданные вещи, таким требованиям не соответствует. 29 марта 2002 года они съездили на экскурсию в зону отчуждения. Это явилось последним шагом к решению о полной замене концепции: она стала напрямую относиться к Чернобыльской АЭС и местности вокруг неё. Согласно Юрию Бесарабу, PR-менеджеру GSC Game World: «Когда мы начинали разработку, мы хотели создать сценарий „а что, если“, основанный на реальных и очень ужасных событиях 1986 года, когда взорвался четвёртый энергоблок в Чернобыле».
Кроме вышеупомянутых литературных произведений, на концепцию игры, по словам разработчиков, значительное влияние оказали другие компьютерные игры со свободным нелинейным геймплеем — такие как Daggerfall и Morrowind. Также в качестве источников вдохновения ими упоминались игры Half-Life, System Shock, Deus Ex.

### История разработки
Проект разрабатывался с 2001 по 2007 год. За это время игра трижды меняла своё название, а вместе с ним и свою сюжетную концепцию. Разработка игры началась с создания компанией GSC Game World в 2001 году игрового движка X-Ray Engine, удовлетворяющего современным по тем временам требованиям. Разработчики приняли решение о создании проекта под названием Oblivion Lost (с англ. — «Утерянное забвение»), базирующегося на этом движке. В начале сентября 2001 года информация об игре была впервые опубликована. 13 ноября состоялся анонс игры: на официальном сайте компании была открыта страница игры, на которой были опубликованы скриншоты, концепт-арты продукта, а также информация о сюжете, особенностях игры и её движка. Согласно одному из заявлений от лица компании, игра была анонсирована спустя полтора года после начала разработки движка X-Ray и через полгода после начала её создания. Издателем игры в странах СНГ должна была стать компания Руссобит-М, издатель в остальных странах мира к тому времени выбран не был.
Жанр игры в то время определялся как командный научно-фантастический 3D-экшен, сюжет её был схож с сюжетом фильма «Звёздные врата» и был никак не связан с Чернобылем. Одна из сборок данной версии Oblivion Lost — № 1096 — несанкционированно попала в свободный доступ в Интернет. Эта сборка играбельна, содержит одну карту, и в основе её сюжета — заброшенные постройки ацтеков.
В начале 2002 года команда планировала посетить Крым для подготовки материалов, но в это же время Григорович посмотрел документальный фильм об аварии на Чернобыльской АЭС и решил перенести игру в Зону отчуждения в Киевской области. В 2002—2003 годах сотрудники GSC дважды съездили в зону отчуждения и отсняли фотоматериал. Первая поездка оказалась неуспешной: разработчиков не пропустили на границе зоны, ко второй поездке команда получила разрешение на посещение. Экскурсии оказались важным источником вдохновения для создания игры; разработчики заявляли о том, что во время прогулки по зоне отчуждения они прочувствовали мрачную атмосферу этого места и решили позже реализовать её в игре. Создатели пообещали, что значительная часть игрового мира будет базироваться на реальной зоне отчуждения, отражённой на фотографиях, сделанных за две поездки. 11 апреля 2002 года был опубликован пресс-релиз по новому игровому процессу и сюжету.
В марте к команде присоединился Дмитрий Ясенев и началась разработка движка искусственного интеллекта (ИИ) под названием A-Life. Другая команда продолжила работать над контентом для игры, в том числе появились первые средства передвижения. В конце марта 2002 года команда объявила о перезапуске разработки и сделала полноценный анонс S.T.A.L.K.E.R.: Oblivion Lost.
Незадолго до изменения концепции игры разработчики приняли решение о замене её названия. 26 марта 2002 года, до пресс-релиза о новой игровой концепции, был опубликован трейлер игры, в котором указан её новый заголовок — S.T.A.L.K.E.R.: Oblivion Lost. 27 марта компания GSC Game World официально объявила об изменении названия продукта. Изначально рассматривался вариант заголовка «Stalker: Oblivion Lost», однако разработчики не смогли получить авторские права на слово «Stalker». Значение названия не разглашалось — создатели обещали, что его можно будет понять непосредственно в ходе игры. Также 27 марта разработчики анонсировали предполагаемое время релиза игры — начало 2003 года. В апреле информация о релизе была уточнена — третий квартал 2003 года.
Во время разработки игры, над которой работало 160 человек, GSC Game World активно публиковала её скриншоты. В ноябре 2002 года разработчиками было опубликовано видео, демонстрирующее качество изображения, работу движка X-Ray и элементы геймплея, в том числе процесс управления играбельным транспортным средством. Ранее, во второй половине октября того же года был открыт официальный сайт игры S.T.A.L.K.E.R.: Oblivion Lost. Техническим партнёром GSC Game World в то время была компания Nvidia, и разработчики обещали включить в игру поддержку шейдерных возможностей новой линейки графических процессоров GeForce FX.
7 мая 2003 года был официально объявлен мировой издатель S.T.A.L.K.E.R.: Oblivion Lost — американская компания THQ, другими претендентами были Activision, Ubisoft, Codemasters, Vivendi, Eidos и другие. Компания GSC Game World подписала контракт с THQ на издание игры во всём мире, за исключением постсоветского пространства, где игру должна была издавать другая компания. Американский издатель отправил в Украину своего продюсера, Дина Шарпа, чтобы тот контролировал разработку и следил за деньгами издательства. Время релиза игры было перенесено на второй квартал 2004 года.
В феврале 2004 года, по решению компании THQ, название игры было официально изменено на «S.T.A.L.K.E.R.: Тень Чернобыля». Причиной смены названия послужило то, что издатель посчитал новый заголовок более успешным коммерчески и более благозвучным. Несмотря на старое рабочее название, заголовок «S.T.A.L.K.E.R.: Тень Чернобыля» был известен ещё в 2003 году, когда появился в официальном трейлере игры.
В связи с переходом на новый рендер, игра в срок не вышла, и в июле 2004 года THQ официально объявила о переносе даты релиза на 2005 год.
К сентябрю 2004 года главное достоинство игры стало её же бедой. Испытания сборки показали, что симуляция жизни непредсказуема:

Начались плейтесты, и тут нас ожидает неприятный сюрприз. С одной стороны мы получили потрясающее ощущение живого мира. С другой стороны мы поняли, что игра, которая находится полностью под управлением симуляции жизни без сюжетной последовательности событий непредсказуемая и неуправляемая с точки зрения геймдизайна. Событий было то слишком много, потом долго могло ничего не происходить. Часто возникали ситуации, когда не ясно было, куда идти и что дальше делать. Это был играбельный билд, наиболее близкий к концепции freeplay.— Антон Большаков
Разработчики осознали необходимость доработки игры, начал формироваться сюжет.
В феврале 2005 года GSC вновь изменила дату релиза на неопределённый срок, сказав при этом: «When it’s done» (с англ. — «Когда будет готово»). Разработчики полностью погрузились в доработку и «усмирение» системы A-Life, была слишком самостоятельной и бесконтрольной, с ней сложно были создавать полноценный сюжет и она негативным образом влияла на геймдизайн. Кроме этого большие изменения произошли в геометрии уровней, полностью переработаны несколько локаций. В мае был детально проработан сюжет, оставшийся без изменений до самого релиза. К концу года игра была практически готова, присутствовало множество особенностей, позже вырезанных. Количество ошибок вновь заставило перенести релиз.
В начале 2006 года в команде произошёл раскол и часть ключевых сотрудников ушла из студии, в том числе руководитель разработки Андрей Прохоров. Выходцы из GSC Game World основали собственную студию, 4А Games, и начали разработку Metro 2033.
В 2006 году началась последняя стадия разработки: оптимизация и бета-тестирование. В конце января 2006 года GSC разослала электронное письмо с обновлением информации о статусе игры. Однако ломаный английский язык явился причиной некоторого конфуза о том, как далеко продвинулась разработка игры. 3 февраля 2006 года компания THQ объявила, что игра должна выйти в первом квартале 2007 года. Через несколько месяцев дата стала более конкретной — март 2007 года. В марте 2006 года было принято решение доработать DX9, что несколько отодвинуло релиз. Оставшиеся месяцы GSC тщательно дорабатывали игру и проверяли на наличие всевозможных багов и различных ошибок игры. Незадолго до релиза один из игровых сайтов опубликовал превью S.T.A.L.K.E.R.: Shadow of Chernobyl, где было отмечено, что из игры «пропали медлительные зомби и стаи крыс», но в целом проекту давалась позитивная оценка. Среди фанов проекта прокатилась волна тревоги по поводу исчезнувшего из игры контента, который был заявлен ранее, но никаких комментариев от GSC не поступило.
По словам продюсера игры Дина Шарпа, неопытность студии с такими крупными проектами стала причиной всего того производственного ада, через который игра прошла за 6 лет своей разработки. Разработчики добавляли слишком много механик, которые не могли реализовать. В один момент он просто пообещал прекратить финансирование, если GSC не достигнут конкретных ключевых точек.

### Разработка геймплея и игрового мира
В первом пресс-релизе окончательной игровой концепции, опубликованном 11 апреля 2002 года, разработчики анонсировали огромный нелинейный игровой мир, состоящий из двадцати локаций, средний размер каждой из которых — километр на километр. Также было анонсировано несколько видов аномальных зон (которые в своей первоначальной концепции до релиза почти полностью не дошли), артефакты, сталкеры, учёные и торговцы, а также один из видов животных Зоны — крысы и подробное описание их роли в игре (информация об остальных мутантах не разглашалась). Была также обещана возможность купли-продажи снаряжения.
С самого начала создания игры про Зону отчуждения Чернобыльской АЭС разработчики, по собственным словам, решили соблюдать максимальную реалистичность геймплея и игрового мира. В мае 2002 года генеральный директор GSC Сергей Григорович пообещал, что развитие событий на уровне и жизнедеятельность персонажей будет основываться на условиях их жизни, на агрессивности флоры и фауны, на влиянии сюжета игры и на взаимодействии персонажей между собой. В это же время были анонсированы выбросы — опасные психоэнергетические вспышки из центра Зоны, во время которых все сталкеры и мутанты должны спрятаться в укрытия, а после них в Зоне появляются новые артефакты. Кроме того, появилась информация о транспортных средствах, которыми мог бы управлять игрок; эта информация была подтверждена трейлером, вышедшим в ноябре 2002 года.
С новым пресс-релизом первыми были разработаны две игровые территории. Первая — ранний вариант локации Кордон, ограниченный отвесными скалистыми склонами, главной достопримечательностью которого являлся завод, позже удалённый из финальной версии игры. Один из приближённых к GSC людей отметил, что моделировали локацию, ориентируясь на некоторые местности Крыма. Второй локацией стал НИИ «МедПрибор», который впоследствии был переработан в НИИ «Агропром».
В 2004 году появились локации ЧАЭС, Мёртвый город, Свалка, Завод «Росток», Радар, Припять и Генераторы; смоделирована смена времени суток с динамичной погодой и система симуляции A-Life.
К сентябрю 2004 года собирается практически полноценная игра: можно прогуляться по локациям, симуляция жизни работает в полную силу.

### Мероприятия
Демонстрационная версия S.T.A.L.K.E.R.: Oblivion Lost была показана на Game Developers Conference в марте 2003 года. Игра демонстрировалась на стенде Nvidia. Журналисты весьма положительно оценили игру, в особенности, её графический движок, который мог генерировать более 2 млн полигонов в кадре. Восхищённые отзывы получила ключевая особенность игры — система симуляции жизни, которая управляла всеми персонажами.
В мае 2003 года продукт был продемонстрирован на выставке Electronic Entertainment Expo (E3) в Лос-Анджелесе. Игра была представлена в трёх местах: на стенде GSC в Kentia Hall, на стенде THQ (только для приглашённых посетителей) и на презентации технологий Nvidia. Трейлер, показанный на выставке, демонстрирует предысторию игры, отображает игровой мир, а также элементы игрового процесса, в частности, битву с удалёнными из окончательной версии игры крысами. Разработчиками было осуществлено несколько демонстраций: одни отображали содержимое уровней игры, среди которых были совершенно новые локации, включая Чернобыльскую АЭС площадью в 5 квадратных километров; другие демонстрировали работу физического движка и боевого ИИ. Кроме того, на выставке была показана симуляция жизни в игре, а также качество рендеринга на основе новой, девятой версии DirectX, поддержку которой планировалось включить в игру.
В августе 2003 года пре-альфа версия S.T.A.L.K.E.R. вошла в выставку European Computer Trade Show (ECTS), где демонстрировалась на стенде THQ. Демонстрационной версией игры управлял старший PR-менеджер компании GSC Game World Олег Яворский. В рамках презентации была показана нелинейность игры, работа искусственного интеллекта, геймплейные особенности главного героя (еда, сон, возможность пить водку и употреблять лекарства от радиации, управление транспортными средствами), а также смена дня и ночи.
В октябре 2003 разработчики представили свой продукт на мероприятии NVIDIA’s Editor’s Day. Как и на ECTS, демоверсией управлял Олег Яворский. Он продемонстрировал, в частности, динамику смены дня и ночи (для наглядности ускоряя игровое время в несколько раз). Кроме того, были рассмотрены все остальные особенности и характеристики игры.
В трейлерах, показанных на мероприятиях, игра была представлена в режиме от третьего лица; это сделано для того, чтобы показать, что трейлер действительно представляет собой игровой процесс, а не специально созданное видео. Разработчики пообещали, что релизная версия не будет иметь режима игры от третьего лица. Обещание было исполнено не полностью — релизная версия игры имеет недокументированную возможность установки вида от третьего лица.

### Выход и поддержка игры
Незадолго до выхода игра просочилась в Интернет: будучи опубликованной на одном из файлообменников, она быстро разошлась по Интернету и многие смогли поиграть уже за несколько дней до выхода, датой которого было 23 марта. THQ и GSC Game World активно пытались перекрыть утечку.
20 марта 2007 года игра была официально выпущена. Вскоре был выпущен первый патч, обновляющий игру с версии 1.0000 до 1.0001 и устраняющий множество багов и недочётов в игре. Последний патч обновляет её до версии 1.0006. Для версии 1.0006 разработчики выпустили мульти-патч v.2, который позволяет включить вертикальную синхронизацию и исправляет вылет на окне списка серверов в сетевой игре.

## Модификации
Имеется большое количество неофициальных модификаций игры. Начиная от простых исправлений, улучшения графики и небольших сюжетных компаний, заканчивая крупными самостоятельными проектами. Примечательными модификациями для «Тени Чернобыля» являются Lost Alpha — попытка восстановить отменённые идеи разработчиков, «Народная солянка» — сборник множества исправлений и мини-аддонов, OGSR — глобальная модификация, изменяющая большинство аспектов игры.
Журнал The Gamer назвал модостроительное сообщество серии S.T.A.L.K.E.R. одним из наиболее активных и впечатляющих в области глобальных модификаций, упомянув Anomaly, Escape from Pripyat, Soulforged и сборку Gamma. По мнению журнала, сообщество модеров проявляет талант и демонстрирует огромный интерес к серии, который вряд ли угаснет в ближайшее время.

## Технические аспекты

### Графический движок X-Ray Engine
| Системные требования | Системные требования                                                                         | Системные требования                                                                           |
| -------------------- | -------------------------------------------------------------------------------------------- | ---------------------------------------------------------------------------------------------- |
|                      | Минимальные                                                                                  | Рекомендуемые                                                                                  |
| Wintel               |                                                                                              |                                                                                                |
| ОС                   | Windows 2000 с SP4, Windows XP с SP2 и выше                                                  | Windows 2000 с SP4, Windows XP с SP2 и выше                                                    |
| ЦПУ                  | Intel Core 2 Duo E4300 1,8 ГГц или AMD Athlon 64 X2 4400+ 2,4 Ггц                            | Intel Core 2 Duo E6400 или AMD Athlon 64 X2 4200+                                              |
| Объём ОЗУ            | 1 ГБ                                                                                         | 1,5 ГБ                                                                                         |
| Место на диске       | 5.5 ГБ свободного места                                                                      | 5.5 ГБ свободного места                                                                        |
| Видеокарта           | DirectX 8.1-совместимая видеокарта c 128 МБ памяти (NVIDIA GeForce 6600 или ATI Radeon X700) | DirectX 9.0c-совместимая видеокарта c 256 МБ памяти (NVIDIA GeForce 7900 или ATI Radeon X1950) |
| Звуковая плата       | DirectX 9.0-совместимая звуковая карта                                                       | DirectX 9.0-совместимая звуковая карта                                                         |
| Сеть                 | Интернет-соединение или LAN для игры в многопользовательском режиме                          | Интернет-соединение или LAN для игры в многопользовательском режиме                            |
| Устройства ввода     | Компьютерная клавиатура и мышь                                                               | Компьютерная клавиатура и мышь                                                                 |

В игре используется игровой движок X-Ray Engine. Графический движок в качестве API может использовать как DirectX 8.1, так и DirectX 9 с использованием Shader Model 3.0. Движок поддерживает рендеринг до одного миллиона полигонов на кадр. X-Ray Engine поддерживает рендеринг в расширенном динамическом диапазоне (HDR), parallax mapping и normal mapping. Имеет поддержку широкоэкранных дисплеев, погодных эффектов и циклов смены дня и ночи. Движок игры имеет два основных типа рендера, один из которых использует технологию запеченного освещения, полноэкранное сглаживание SSAA и совместим с видеокартами DirectX 8.1, а второй используют технологию отложенного освещения и затенения (англ. deferred shading) и совместим с видеокартами DirectX 9. Так как SSAA сглаживание оказалось несовместимо с технологией отложенного освещения и затенения разработчики реализовали собственную форму сглаживания, представленную в пятом пункте статьи Nvidia GPU Gems Chapter 9. Deferred Shading in S.T.A.L.K.E.R., работающую по принципу нахождения на экране точек, потенциально являющихся «лесенками» и последующего их размытия. Специальным ключом запуска -mblur можно включить эффект размытия изображения в движении Motion blur. Некоторые текстуры в игре являются фотографическими.

### Физический движок
«S.T.A.L.K.E.R.: Тень Чернобыля» использует сильно модифицированную версию физического движка Open Dynamics Engine (ODE). Движок поддерживает сотни физически интерактивных объектов на разных уровнях. Используются физика Ragdoll, разрушаемые объекты, реалистичная баллистика пуль, скелетная анимация и некоторые другие технологии.

### Искусственный интеллект
Движок X-Ray Engine использует проприетарную и эксклюзивную систему искусственного интеллекта, названную A-Life (Artificial Life, с англ. — «Искусственная жизнь»). A-Life подразделяется на локальную и глобальную. Локальная действует приблизительно в радиусе 150 метров от игрока, — это сложная система симуляции жизни: на главного героя нападают монстры и NPC, происходят нападения на лагеря группировок при участии игрока, — в общем всё то, что можно наблюдать своими собственными глазами, а не предполагать. Глобальная A-Life — это упрощённая система искусственного интеллекта, действующая везде и всегда. Все события, которые можно не видеть, но потом узнать о них — примером результата её действий являются военные действия сталкеров, в результате которых можно найти мёртвых NPC. Все перемещения «населения» Зоны также контролируются A-Life: если сталкер переходит с одной локации на другую, он на самом деле туда переходит, а не перемещается, телепортируясь с места на место.

### Software Development Kit
14 мая 2007 года была выпущена бета-версия SDK для мультиплеера.
Выпуск официального SP-SDK не планировался. В связи с этим было создано несколько специальных дополнений к существующей бета-версии SDK для возможности создания SP-карт. Однако в конце 2010 года вышла следующая версия НСР.

## Музыка
Музыкальное сопровождение в «S.T.A.L.K.E.R.: Тень Чернобыля» разделяется на два типа: музыка, играющая из различных источников (радиоприёмники, магнитофоны и громкоговорители), и композиции, звучащие как фоновая музыка. Основной саундтрек игры написал российский композитор Владимир «MoozE» Фрей, работать над которым он начал в 2003 году. Его композиции в стилях дарк-эмбиент и нойз, жанра эмбиент используются на локациях в игре для создания мрачной атмосферы заброшенности, присущей Чернобыльской зоне отчуждения. MoozE рассказал, что вдохновлялся Lustmord, Stratvm Terror, Maeror Tri, Sleep Research Facility, сильное влияние оказали саундтреки первых двух частей Fallout, что можно услышать в треках «Radwind» и «Dead Cities». С технической стороны «Radwind Pt. 2» несложный, создание началось с фрагмента арабской скрипки продолжительностью около двух секунд, который был ресемплирован с помощью гранулярного синтеза с разными настройками и вариациями. Полученные звуки затем «нарезались» и смешивались, пока не получилась интересная прогрессия. К этому были добавлены басовый пэд, который MoozE сыграл на Kurzweil K2600 (аналогичный патч использован в «Cold/Freezing Out»), и несколько индустриальных звуков. По поводу «Wasteland II», изначально композитор выступал за использование в главном меню минималистичного эмбиента. Но GSC хотела полноценную музыкальную тему. Поэтому пришлось ограничиться инструментами струнного оркестра. На такой выбор повлияли альбом Space Between Us Крэйга Армстронга, а также саундтрек «Малхолланд Драйв». Помимо этого, звукорежиссёр игры Дмитрий Кузьменко написал для проекта несколько треков, которые были использованы в первых трейлерах, вышедших в 2002—2003 годах.
В конце 2003 года студия-разработчик GSC Game World и издатель THQ обратились к немецкому композитору Маркусу Холлеру для написания музыки для внутриигровых видео, трейлеров и видеопрезентаций. 6 мая 2004 года музыка была записана в исполнении пражского филармонического оркестра FILMharmonic Orchestra Prague. 18 августа она звучала на игровой выставке Games Convention в Лейпциге. Всего Маркусом Холлером было написано пять композиций, наиболее известные из них звучат в трейлере с демонстрацией смены дня и ночи и в серии документальных сюжетов «Финальный отсчёт» от журнала Игромания. В самой игре она почти не присутствует, за исключением трека «Intro Part 2», который звучит на локации Бар.
Украинская мелодик-дэт-метал группа FireLake, солист которой — Олег Яворский — по совместительству является PR-менеджером GSC Game World, специально для игры записала несколько треков. 25 февраля 2006 года на второй церемонии награждения игр Gameland Award, они впервые представили свой саундтрек, вживую исполнив композицию «Fighting Unknown». Другая их известная песня — «Dirge for the Planet» (с англ. — «Панихида по планете»), звучит внутри игры в бункере торговца Сидоровича. Также в игре из радио Бармена в баре «100 рентген» играет лирическая композиция «Gurza Dreaming» в исполнении украинского музыкального коллектива Addaraya.

### Саундтрек на диске
Изначально GSC Game World планировала выпустить саундтрек игры на CD-диске и включить его в коллекционное издание игры в России, однако за неделю до выхода, 14 марта 2007 года, было объявлено, что по техническим причинам это не произойдёт, и позднее он будет выложен в открытый доступ для скачивания. 28 марта сборник из саундтреков стал доступен для загрузки на официальном сайте игры в формате Ogg и в высоком качестве в виде образа CD (связка .bin и .cue), к которому прилагалась полиграфия для диска в формате PDF. В сборник вошли не все композиции, использованные в игре. 4 февраля 2014 года игры серии S.T.A.L.K.E.R. вышли в сервисе цифровой дистрибуции GOG.com, вместе с ними в качестве бонусных материалов поставляется и саундтрек из игр в форматах MP3 и FLAC.
| №                   | Название                   | Автор(ы)                                 | Длительность |
| ------------------- | -------------------------- | ---------------------------------------- | ------------ |
| 1.                  | «Mutation»                 | MoozE                                    | 13:16        |
| 2.                  | «Dead Cities Pt.2»         | MoozE                                    | 4:43         |
| 3.                  | «Radwind Pt.1»             | MoozE                                    | 3:20         |
| 4.                  | «Tunnels»                  | MoozE                                    | 5:42         |
| 5.                  | «The Thing»                | MoozE                                    | 4:50         |
| 6.                  | «S.A.D.»                   | MoozE                                    | 4:24         |
| 7.                  | «Cold/Freezing Out»        | MoozE                                    | 4:56         |
| 8.                  | «Zone Triggers»            | MoozE                                    | 13:46        |
| 9.                  | «Radwind Pt.2»             | MoozE                                    | 2:06         |
| 10.                 | «Sleeping In Ashes v.2»    | MoozE                                    | 4:54         |
| 11.                 | «Rads Pt.1»                | MoozE                                    | 5:04         |
| 12.                 | «Dirge for the Planet»     | Олег Яворский (слова), FireLake (музыка) | 4:23         |
| 13.                 | «Fighting Unknown»         | FireLake                                 | 4:23         |
| 14.                 | «Against the Ionized Odds» | FireLake                                 | 3:18         |
| Общая длительность: | Общая длительность:        | Общая длительность:                      | 79:05        |

## Награды и оценки
| Сводный рейтинг       | Сводный рейтинг     |
| Агрегатор             | Оценка              |
| --------------------- | ------------------- |
| GameRankings          | 82,70 %             |
| Metacritic            | 82/100 (44 reviews) |
| MobyRank              | 81/100              |
| Иноязычные издания    |                     |
| Издание               | Оценка              |
| Eurogamer             | 8/10                |
| Game Informer         | 8,25/10             |
| GameSpot              | 8,5/10              |
| IGN                   | 8,2/10              |
| PC Gamer (UK)         | 8/10                |
| PC Zone               | 8,5                 |
| Русскоязычные издания |                     |
| Издание               | Оценка              |
| Absolute Games        | 65 %                |
| «Игромания»           | 9,5/10              |
| «Игры Mail.ru»        | 9/10                |
| «ЛКИ»                 | 96 %                |
| «Страна игр»          | 9,0/10              |

После выпуска S.T.A.L.K.E.R. получил благоприятные обзоры, со средней оценкой 83 % в Game Rankings. В то время как одни похвалили игру за её стиль и глубину, другие рецензенты описали определённые технические проблемы, упоминая число ошибок в «Тени Чернобыля».
Критики больше всего оценили игровой дизайн Зоны. GameSpot похвалил стиль и геймдизайн игры, заявив, что «это — холодная игра, но в хорошем смысле, так как она отлично передаёт постапокалиптическое настроение», в то время как Eurogamer назвал её «одной из самых страшных игр на PC», в продолжении сказав: «…мифологическая Чернобыльская зона основана на игре предательского, мрачно красивого ландшафта».
Game Informer не находит геймплей игры особенно инновационным, но опять же хвалит основной FPS дизайн: «Сталкер не стал революцией, несмотря на все наши надежды. Однако это представительное и в некоторые моменты примечательное приключение от первого лица». GameSpot, в свою очередь, сказал, что игра обладает «одной из лучших моделей баллистики, когда-либо замеченных в играх, и в результате перестрелки как будто настоящие — вы стреляете и попадаете в противника из весьма непослушной винтовки».
После выпуска «Сталкера» критика обрушилась на него в основном за многочисленные ошибки, особенно когда игра запускалась под Windows Vista. IGN заметил, что игра «имела тенденцию зависать весьма часто, иногда делая паузу в течение трёх или четырёх секунд с регулярным интервалом, которые произошли на двух различных Windows XP в максимальном визуальном качестве», даже с некоторыми случаями полных падений игры.

Другим раскритикованным аспектом была история, которая в некоторых обозрениях была «несвязной», а PC Gamer заявил, что «неудача в конкретной истории Вашего персонажа».

### Награды
| 2005 | IGN's PC Best of E3 2005 Awards                    | Наибольший сюрприз на ПК                         | S.T.A.L.K.E.R.: Shadow of Chernobyl | Победа         | [ 94 ]          |
| 2006 | Wired 2006 Vaporware Awards                        | Антинаграда «Vaporware 2006: Return of the King» | S.T.A.L.K.E.R.: Shadow of Chernobyl | 9-е место      | [ 95 ]          |
| 2006 | Absolute TOP 2006                                  | Ожидаемо лучшая в 2007 году (пользователи)       | S.T.A.L.K.E.R.: Тень Чернобыля      | Победа         | [ 96 ]          |
| 2007 | 2-я Gameland Awards 2007                           | Самая ожидаемая игра 2007 года                   | S.T.A.L.K.E.R.: Тень Чернобыля      | Победа         | [ 97 ]          |
| 2007 | «КРИ Awards» на КРИ 2007                           | Лучший разработчик                               | GSC Game World                      | Победа         | [ 98 ]          |
| 2007 | «КРИ Awards» на КРИ 2007                           | Приз зрительских симпатий                        | S.T.A.L.K.E.R.: Тень Чернобыля      | Победа         | [ 98 ]          |
| 2007 | Лучшее на КРИ 2007 по мнению Игры@Mail.Ru          | Лучшая игра КРИ 2007                             | S.T.A.L.K.E.R.: Тень Чернобыля      | Победа         | [ 98 ]          |
| 2007 | Лучшее на КРИ 2007 по мнению Игры@Mail.Ru          | Лучшая игра по мнению Игры@Mail.Ru               | S.T.A.L.K.E.R.: Тень Чернобыля      | Победа         | [ 98 ]          |
| 2007 | Лучшее на КРИ 2007 по мнению Игры@Mail.Ru          | Лучший экшен                                     | S.T.A.L.K.E.R.: Тень Чернобыля      | Победа         | [ 98 ]          |
| 2007 | Develop Industry Excellence Awards 2007            | Креативность                                     | GSC Game World                      | Номинация      | [ 99 ] [ 100 ]  |
| 2007 | 25th Golden Joystick Awards 2007                   | Игра года для ПК                                 | S.T.A.L.K.E.R.: Shadow of Chernobyl | Номинация      | [ 101 ] [ 102 ] |
| 2007 | PC Gamer Awards 2007                               | Лучшая игра года в жанре Action                  | S.T.A.L.K.E.R.: Тень Чернобыля      | Победа         | [ 103 ]         |
| 2007 | GameSpot's Best of 2007 Awards                     | Самая неожиданно хорошая игра                    | S.T.A.L.K.E.R.: Shadow of Chernobyl | Особая заслуга | [ 104 ]         |
| 2007 | GameSpot's Best of 2007 Awards                     | Лучший дизайн звука                              | S.T.A.L.K.E.R.: Shadow of Chernobyl | Номинация      | [ 104 ]         |
| 2007 | GameSpot's Best of 2007 Awards                     | Лучшая атмосфера                                 | S.T.A.L.K.E.R.: Shadow of Chernobyl | Победа         | [ 105 ]         |
| 2008 | 1st Game AI Awards 2007                            | Лучший ИИ в мейнстримовой игре                   | S.T.A.L.K.E.R.: Shadow of Chernobyl | 3-е место      | [ 106 ]         |
| 2008 | 1st Game AI Awards 2007                            | Техническое новшество в игровом ИИ               | S.T.A.L.K.E.R.: Shadow of Chernobyl | 2-е место      | [ 106 ]         |
| 2008 | Jeux Vidéo Magazine Golden Award                   | Лучшая игра в 2007 году                          | S.T.A.L.K.E.R.: Shadow of Chernobyl | Золото         | [ 107 ]         |
| 2008 | Лучшее в 2007 по мнению «Навигатора игрового мира» | Лучший FPS                                       | S.T.A.L.K.E.R.: Тень Чернобыля      | Победа         | [ 108 ]         |
| 2008 | Лучшее в 2007 по мнению «PC Игры»                  | Лучшая отечественная игра года                   | S.T.A.L.K.E.R.: Тень Чернобыля      | Победа         | [ 109 ]         |
| 2008 | 3-я Gameland Awards 2008                           | Лучший экшен                                     | S.T.A.L.K.E.R.: Тень Чернобыля      | Победа         | [ 110 ]         |
| 2008 | 3-я Gameland Awards 2008                           | Лучшая игра                                      | S.T.A.L.K.E.R.: Тень Чернобыля      | Победа         | [ 110 ]         |
| 2008 | CRPG.ru Awards 2007                                | Самая атмосферная игра                           | S.T.A.L.K.E.R.: Тень Чернобыля      | Победа         | [ 111 ]         |
| 2008 | CRPG.ru Awards 2007                                | Лучшая отечественная игра                        | S.T.A.L.K.E.R.: Тень Чернобыля      | Победа         | [ 111 ]         |
| 2008 | CRPG.ru Awards 2007                                | Лучшая околоролевая игра                         | S.T.A.L.K.E.R.: Тень Чернобыля      | 2-е место      | [ 111 ]         |
| 2008 | CRPG.ru Awards 2007                                | Лучший визуальный ряд                            | S.T.A.L.K.E.R.: Тень Чернобыля      | 3-е место      | [ 111 ]         |

### Журналы
В октябре 2004 года в Киеве к GSC приехали представители игрового журнала «Игромания» для записи так называемого «Финального отсчёта» (далее — ФО), который был направлен на продвижение игры. Было выпущено 5 сюжетов ФО и один про мутантов Зоны — «В мире мутантов», в виде пародии на телепередачу «В мире животных». Первый сюжет — вступительный, в нём разработчики рассказывали о проекте и компании в целом; второй сюжет был посвящён искусственному интеллекту игры — A-Life. В третьем — подробно рассказано о многопользовательском режиме игры. Сюжет назывался «Counter-S.T.A.L.K.E.R.», что было отсылкой к известной игре Counter-Strike. Четвёртый выпуск ФО показывал первый квест, в котором игроку нужно было принести торговцу артефакт с завода на локации Кордон. Пятая часть показывала новый изменённый и доработанный движок игры X-Ray и новый графический рендер, базировавшийся на DirectX 9.0.

### Продажи
На 24 марта 2007 года проект S.T.A.L.K.E.R. занимал восьмую позицию в чарте продаж для различных платформ и первое — среди игр для РС по рейтингу британской организации ELSPA. А уже через год — 12 февраля 2008 — была предоставлена информация о тираже игры: 950 тысяч копий на территории СНГ и 700 тысяч на Западе.

## Портирование на другие платформы
Считается, что серия игр S.T.A.L.K.E.R. является постоянным эксклюзивом для PC, однако за время существования франшизы компанией GSC Game World было предпринято несколько попыток по выпуску игр серии и на другие игровые платформы.

### Игровые приставки

#### Xbox
В 2001—2002 годах во время работы GSC Game World над Oblivion Lost, а позднее и S.T.A.L.K.E.R.: Oblivion Lost, некоторые игровые издания заявляли о выходе игры не только под Windows, но и на игровую консоль Xbox от Microsoft. На определённых этапах разработки имелись планы по портированию на другие платформы, но ввиду общей занятости и возникших трудностей с разработкой проекта, они были «отложены в долгий ящик» и забыты.

#### Xbox 360
Ещё в 2007 году GSC рассматривала возможность выпуска «S.T.A.L.K.E.R.: Тень Чернобыля» на Xbox 360, на что указывают дизайнерские документы игры попавшие в Сеть. 23 ноября 2007 года GSC Game World в пресс-релизе объявила, что студия прошла сертификацию у компании Microsoft как официальный разработчик ПО для платформы Xbox 360. Позднее были предприняты первые шаги по портированию движка X-Ray Engine на игровую консоль, но нехватка рабочей силы и занятость работой над дополнением «S.T.A.L.K.E.R.: Чистое Небо» привели к тому, что выпуск «Тени Чернобыля» для Xbox 360 был отменён.
25 мая 2009 года Сергей Григорович, генеральный директор GSC, отвечая на вопросы фанатов, рассказал, что у них уже есть «порт S.T.A.L.K.E.R.» на Xbox 360, который отлично работает. Он заявлял, что был лично удивлён возможностями платформы, однако дополнение «S.T.A.L.K.E.R.: Зов Припяти» всё же выйдет только на ПК. Позднее, 21 июля PR-директор компании Олег Яворский в интервью сайту Stalker-Portal.ru, подтвердил слова Григоровича, при этом добавив, что какая-либо игра серии на Xbox 360 выйдет не раньше выхода полноценной второй части и уточнил, что их студия стала авторизированным разработчиком не только для консоли от Microsoft, но и на другие игровые платформы седьмого поколения — PlayStation 3 и Wii.
7 июня 2011 года ведущий программист компании Дмитрий Ясенев в интервью сайту GSC-Fan.com на вопрос о версии «S.T.A.L.K.E.R.: Зов Припяти» на Xbox 360, ответил, что им удалось запустить на консоли уровень из игры с ограниченной функциональностью и этот опыт помог им при разработке новой версии движка X-Ray Engine.

#### PlayStation Portable
В середине 2006 года, небольшая команда внутри GSC Game World начала разработку самостоятельной игры серии S.T.A.L.K.E.R. для портативной консоли PlayStation Portable от Sony. Была смоделирована первая локация psp_level_01 с рабочим названием «Фабрика», написаны дизайнерские документы с концепт-артами, а также создана технологическая демонстрационная версия на ПК, но уже к началу 2007 года разработка была прекращена, вероятнее всего из-за низкого приоритета проекта, занятостью разработчиков над дополнением «Чистое Небо» и отсутствия соответствующих специалистов.
21 июля 2009 года Олег Яворский в интервью сайту Stalker-Portal.ru подтвердил, что их команда разрабатывала прототип игры для консоли PSP, но для реализации всех амбиций не хватило людей. В начале 2010 года в интервью украинскому игровому журналу Gameplay № 2 (54) за февраль, Сергей Григорович также заявил, что у них уже имеются «некоторые наработки» по S.T.A.L.K.E.R. для PlayStation Portable.

#### PlayStation 4, Xbox One и Nintendo Switch
6 марта 2024 года игровая трилогия под названием S.T.A.L.K.E.R. Legends of the Zone Trilogy была выпущена на PlayStation 4 и Xbox One, а также на PlayStation 5 и Xbox Series X/S по обратной совместимости. Были добавлены достижения, адаптированы под консоли интерфейс и управление, колесо выбора оружия, изменения в системе прицеливания и навигации по меню. Было обещано, что в течение 2024 года проект получит ряд патчей с графическими улучшениями для консолей нынешнего поколения, поддержку модов (через mod.io) и другие функции. 25 июня 2024 года появилась официальная поддержка модов через mod.io. Также 31 октября 2024 года это переиздание вышло на Nintendo Switch.

##### Enhanced Edition
20 декабря 2024 года анонсировали nextgen-патч для консолей нынешнего поколения и ПК, наметив дату выхода на вторую половину 2025 года.
20 мая 2025 года вышло переиздание игровой трилогии под названием S.T.A.L.K.E.R. Legends of the Zone Trilogy – Enhanced Edition на ПК, PlayStation 5 и Xbox Series X/S. Были обновлены освещение, текстуры, шейдеры и модели (НПС и оружия), ПК-версия также получила совместимость со Steam Deck, полную поддержку контроллеров, технологию FSR и модов через Steam Workshop.

### Мобильные телефоны
В преддверии выхода «Тени Чернобыля», компанией GSC Game World и издателем THQ, в рекламных целях и для продвижения основной игры, было решено выпустить версию игры для мобильных телефонов на платформе Java ME. Результатом этого стала S.T.A.L.K.E.R. Mobile, анонсированная 19 марта 2007 года и представленная 11 июля на игровой выставке Electronic Entertainment Expo 2007. Игра разработана украинской студией Qplaze при поддержке GSC Game World и издана NOMOC Publishing. Игра вышла 5 декабря 2007 года и полностью базируется на основной игре «Тени Чернобыля», фактически являясь мини-дополнением к ней.

## Дополнения и продолжение

### S.T.A.L.K.E.R.: Чистое небо
Первое самостоятельное дополнение, приквел к оригинальной «Тени Чернобыля». «S.T.A.L.K.E.R.: Чистое небо» было анонсирована 11 июля 2007 года на игровой выставке Electronic Entertainment Expo и вышла в России 22 августа 2008 года. Игра использует обновлённый до версии 1.5 движок X-Ray Engine, который стал поддерживать DirectX 10.

### S.T.A.L.K.E.R.: Зов Припяти
Второе самостоятельное дополнение, сиквел к оригинальной игре. «S.T.A.L.K.E.R.: Зов Припяти» было анонсирована 30 апреля 2009 года и вышла 2 октября того же года. Движок X-Ray Engine был обновлён до версии 1.6 и уже имел поддержку DirectX 11.

### S.T.A.L.K.E.R. Online
Браузерная многопользовательская ролевая онлайн-игра, разрабатывавшаяся GSC Game World на платформе Adobe Flash. S.T.A.L.K.E.R. Online анонсирована 17 декабря 2010 года, но была отменена в 2011 году.

### S.T.A.L.K.E.R. 2: Heart of Chornobyl
Вторая основная игра серии и прямое продолжение «Тень Чернобыля». S.T.A.L.K.E.R. 2 была анонсирована 13 августа 2010 года, а выход намечался на ПК и игровые консоли Xbox 360 и PlayStation 3. Разработка игры была остановлена 9 декабря 2011 года в связи с роспуском команды разработчиков компании в GSC Game World. Игра была повторно анонсирована 15 мая 2018 года. Движок X-Ray Engine был заменён на Unreal Engine 4 и чуть позже на Unreal Engine 5. Выход игры изначально был назначен на 28 апреля 2022 года, но 12 января 2022 года разработчики официально объявили о переносе релиза на 8 декабря 2022 года в связи с дополнительными тестами оптимизации и выявления на наличие багов.
Позднее дата релиза откладывалась ещё несколько раз, но 20 ноября 2024 года игра была выпущена.

### Комментарии
1. ↑  В титрах игры и руководстве пользователя указан как MoozE.
2. ↑  англ. S.T.A.L.K.E.R.: Shadow of Chernobyl (в консольной и переизданной версии S.T.A.L.K.E.R.: Shadow of Chornobyl с украинизированным произношением)
3. ↑  с англ. — «S.T.A.L.K.E.R.: Утерянное забвение»
4. ↑  Аудиоверсия цитаты. Текстовая выглядит так: «В общем, я тут по Стрелку узнал кой-чего. И вправду есть такой сталкер. Говорят, дорогу на север Зоны нашёл».
5. ↑  Не путать со S.T.A.L.K.E.R.: Oblivion Lost.